# Andrei Șuvalov
Andrei Șuvalov (n. 8 ianuarie 1965, Idrița⁠(d), Sebezhsky District⁠(d), RSFS Rusă, URSS) este un scrimer ce a reprezentat Uniunea Republicilor Sovietice Socialiste, medaliat olimpic. A participat la două ediții ale Jocurilor Olimpice (1988, 1992) în care a câștigat două medalii de bronz.